# جيمي ماكوراي
جيمي ماكوراي (بالإنجليزية: Jamie McMurray)‏ هو سائق سيارة سباق أمريكي، ولد في 3 يونيو 1976 في جوبلن في الولايات المتحدة.

## وصلات خارجية
- الموقع الرسمي
- جيمي ماكوراي على موقع Racing-Reference.info (الإنجليزية)
- جيمي ماكوراي على موقع DriverDB.com (الإنجليزية)
- جيمي ماكوراي على موقع IMDb (الإنجليزية)
- جيمي ماكوراي على موقع قاعدة بيانات الفيلم (الإنجليزية)